# Šumavští obři

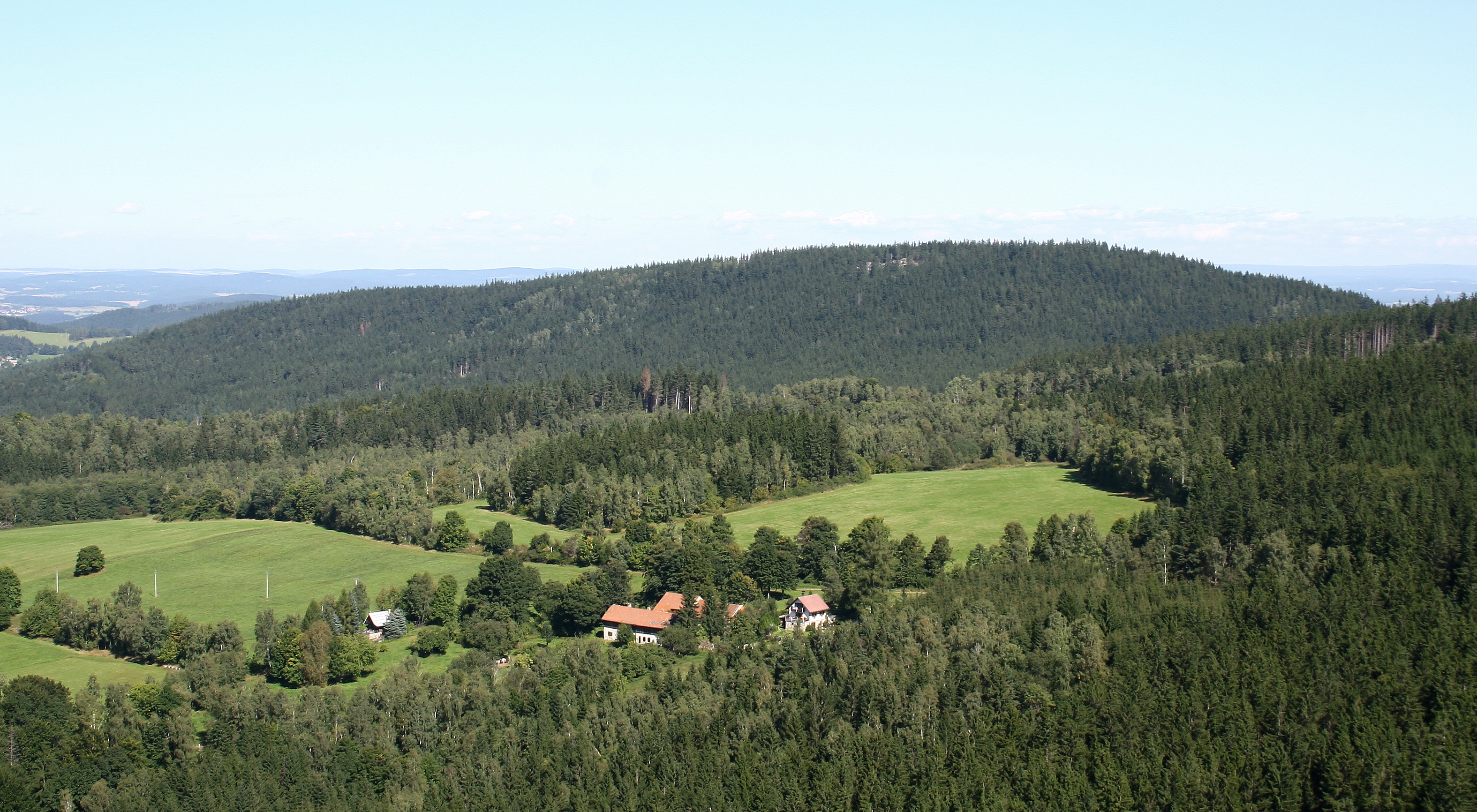
Hora Sedlo - jedno z údajných sídel šumavských obrů

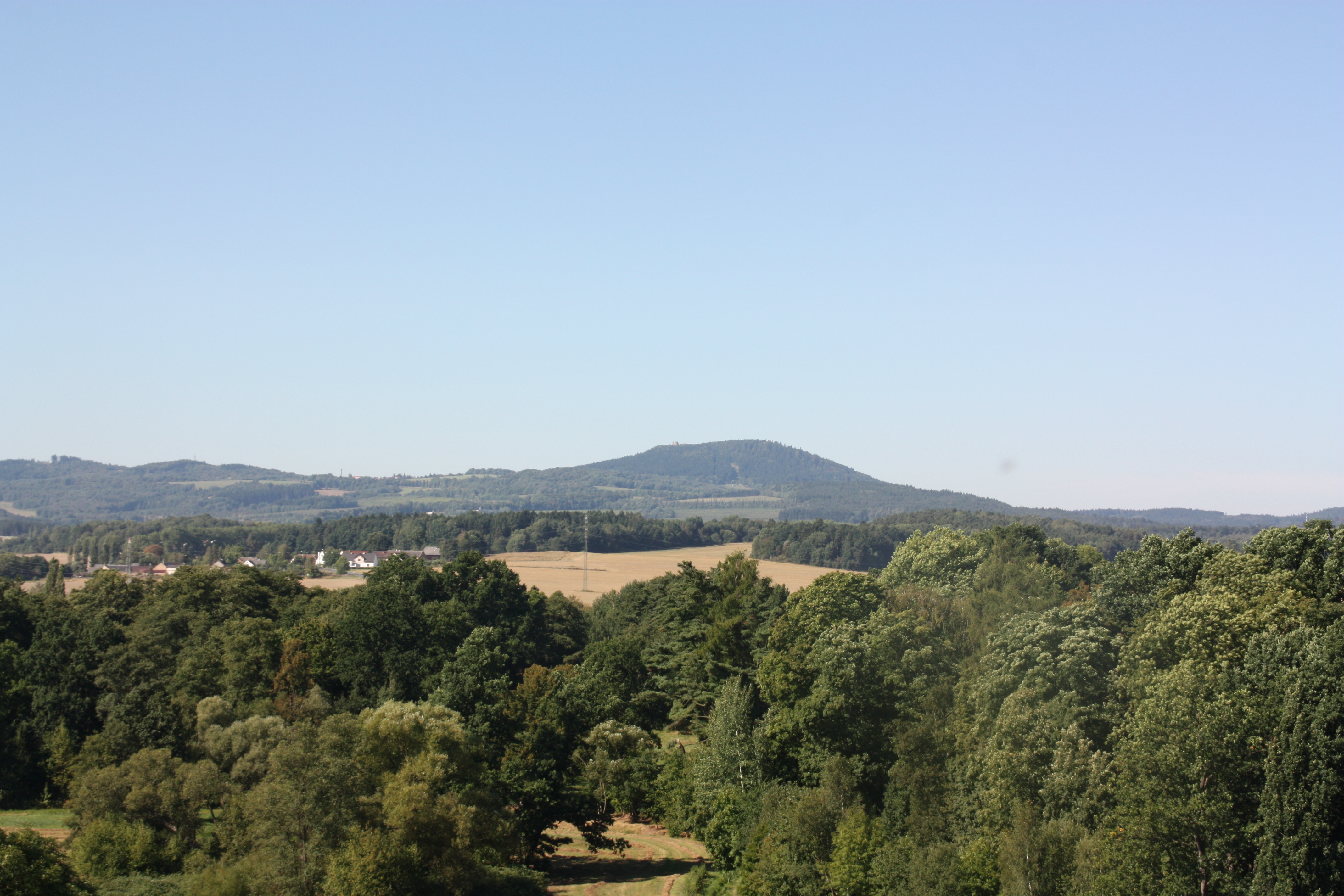
Další ze svých hradů si prý obři zbudovali na vrchu Přimda

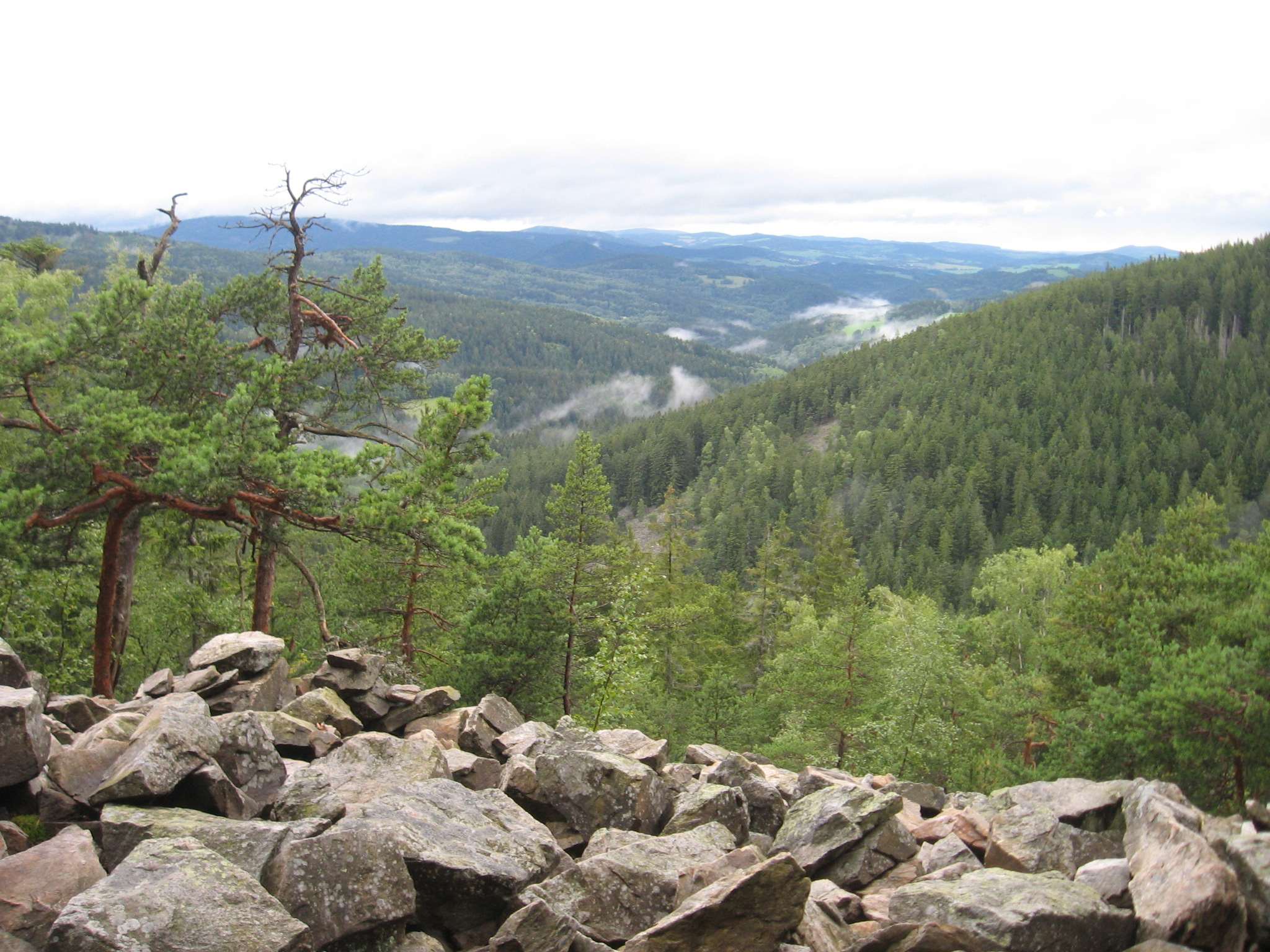
Pohled z Obřího hradu přes kamenné moře západním směrem

Obři na Šumavě podle pověstí žili dávno předtím, než se v údolích a na stráních usadili lidé. Tito obři byli ohavní a nestvůrní. Na šumavských vrcholcích si stavěli ze skal a balvanů pevné hrady. Nejstarším jejich sídlem byl Obří hrad u Červené. Další kamenné pevné hrady si zbudovali na vrchu dnes zvaném Sedlo u Albrechtic na Sušicku, na vrších Přimda, Rýzmberk a Pajrek, na hoře Ostrý a jiný hrad, v němž zahynul poslední obr na Šumavě, stával na Hahnově vrchu. Obři se scházívali ve svatyni na kopci nad meandrem Otavy u Annína, kde dnes stojí kostel svatého Mořice. Zde přinášeli oběti svým bohům. Šumavští obři vládli velkou mocí a nebylo snadné je zabít, například jeden z nich ukrýval své srdce v myši a jen ten, kdo se jí zmocnil, mohl obra usmrtit. Někteří šumavští obři odešli do alpských hor, kde žijí podnes, někteří byli zabiti lidmi.